# آني علي
آني علي (بالإنجليزية: Anne Aly)‏ (29 مارس 1967) هي سياسية أسترالية، وعضوة في حزب العمال الأسترالي والبرلمان الأسترالي منذ الانتخابات الفيدرالية الأسترالية 2016 ممثلة ل في أستراليا الغربية. بالإضافة إلى كونها أكاديمية سابقة متخصصة في مكافحة الإرهاب. وتعتبر آني أول سيدة مسلمة تصل لمقعد في البرلمان.

## النشأة والتعليم
ولدت آني في 29 مارس 1967 في الإسكندرية في مصر وانقتلت نحو أستراليا في عمر السنتين فقط، تخرجت من الجامعة الأمريكية بالقاهرة في 1990 ببكالوريوس الآداب مع تقدير جيد جداً في الأدب الإبجليزي. وفي 1994 حصلت آني ديبلوم عالي في الآدب الإنجليزي من جامعة إديث كوان، ثم ماجستير في 1996. تلتها دكتوراه في الفلسفة في 2008 من جامعة إديث كوان حيث ركز في رسالتها آني قضايا الإعلام والثقافة وكانت الرسالة بعنوان: «دور الإعلام في نبذ الإرهاب: الخوف من الإرهاب».
قبل أن تدخل البرلمان، عملت آني في التعليم وسياسة الشؤون متعددة الثقافات لحكومة أستراليا الغربية من 2000 إلى 2007، ولجنة تكافؤ الفرص لأستراليا الغربية من 2007 إلى 2008. بعد حصولها على درجة الدكتوراه، حاضرت في مكافحة الإرهاب والأمن في جامعة إديث كوان من 2009 إلى 2011، ثم في جامعة كيرتن في 2011. تم تعيينها أستاذة مشاركة في كورتين عام 2014، وأستاذة في إديث كوان عام 2015. كما قامت بإدارة شركتها الاستشارية الخاصة بالسياسات منذ عام 2011.

## مشوارها
في 2008، حصلت آني على جائزة العميد لأفضل باحث جديد من جامعة إديث كوان. في 2009، حصلت على جائزة النشر من المعهد الأسترالي لمحترفي الاستخبارات المهنية، وعُيِّنت في مجلس العلاقات العربية الأسترالية في وزارة الشؤون الخارجية والتجارة. وتم تمويل أبحاث آني من خلال مبادرة أستراليا لحماية مجلس البحوث الأسترالية.
أنشأت آني منظمة «الأشخاص ضد العنف المتطرف»، وتتحدث عن تجنيد الإرهابيين والرسائل المضادة وإشراك المتعصبين البيض السابقين في التحدث ضد العنف المتطرف.
في عام 2015، أعلنت علي أن منظمتها، «الأشخاص ضد العنف المتطرف» قد جمعت 40,800 دولار لبرنامج التوجيه لأنشطة الشباب. علي عضو نشط في مركز الثقافة والتكنولوجيا لجامعة كيرتن، وتقود برنامج أبحاث مكافحة التطرف العنيف عبر الإنترنت.

## بيلبيوغرافيا
- 2011: الإرهاب والأمن العالمي: وجهات نظر تاريخية ومعاصرة (بالإنجليزية: Terrorism and Global Security: Historical and Contemporary Perspectives)‏ (ردمك 978-1-4202-5640-6)